# Журов, Владимир Витальевич
Влади́мир Вита́льевич Жу́ров (бел. Уладзімір Віталевіч Жураў; род. 9 марта 1991, Малиновка, Могилёвская область) — белорусский футболист, вратарь.

## Клубная карьера
Выступал за могилёвский «Днепр», где играл преимущественно за дубль.
В 2012 года был основным вратарем «Полоцка» в Первой лиге. После ухудшения финансового положения полоцкой команды в августе 2013 года перешёл в новополоцкий «Нафтан». В составе «Нафтана» стал третьим вратарем.
1 сентября 2013 года дебютировал в основном составе новополочан в матче против брестского «Динамо», провел все 90 минут. Из-за ошибок Журова «Нафтан» пропустил 2 гола и уступил 1:2. Больше в сезоне 2013 на поле не появлялся.
В январе 2014 года по окончании срока аренды вернулся в «Днепр». Начинал сезон 2014 в качестве второго вратаря (после Бориса Панкратова), но после того как Панкратов в июле 2014 года получил травму, стал выступать в основе. По итогам сезона 2014 «Днепр» выбыл в Первую лигу, где Журов стал основным вратарем (чередовался с Русланом Копанцовом).
В феврале 2016 года по истечении срока действия контракта покинул «Днепр» и направился на просмотр в гродненский «Неман», с которым в марте подписал соглашение. В составе «Немана» стал вторым вратарем после Сергея Курганского. В мае 2017 года в связи с травмой Курганского занял место в основе. В ноябре 2017 года на два года продлил контракт с «Неманом». В первой половине 2018 года был основным вратарём команды, позднее потерял место в основе.
В феврале 2019 года перешёл в «Витебск», где был вторым вратарём после Дмитрия Гущенко. В декабре 2019 года контракт был разорван.
В январе 2020 года присоединился к клубу «Днепр-Могилёв». В январе 2023 года футболист продолжил тренировался с могилёвским клубом. Вскоре также продлил с клубом контракт. В июне 2023 года футболист был отстранён из клуба за пьянство. Вскоре футболист и клуб расторгли контракт по соглашению сторон.

## Статистика
| Сезон    | Дивизион | Клуб            | Страна                    | Матчи | Голы |
| -------- | -------- | --------------- | ------------------------- | ----- | ---- |
| 2009     | дубль    | Днепр (Могилёв) | Флаг Беларуси (1995—2012) | 16    | -11  |
| 2010     | Д1       | Днепр (Могилёв) | Флаг Беларуси (1995—2012) | 1     | -4   |
| 2011     | Д1       | Днепр (Могилёв) | Флаг Беларуси (1995—2012) | 2     | -5   |
| 2012     | Д2       | Полоцк          | Флаг Беларуси             | 24    | -46  |
| 2013 (1) | Д2       | Полоцк          | Флаг Беларуси             | 10    | -11  |
| 2013 (2) | Д1       | Нафтан          | Флаг Беларуси             | 1     | -2   |
| 2014     | Д1       | Днепр (Могилёв) | Флаг Беларуси             | 11    | -14  |
| 2015     | Д2       | Днепр (Могилёв) | Флаг Беларуси             | 18    | -10  |
| 2016     | Д1       | Неман (Гродно)  | Флаг Беларуси             | 2     | -0   |
| 2017     | Д1       | Неман (Гродно)  | Флаг Беларуси             | 19    | -19  |
| 2018     | Д1       | Неман (Гродно)  | Флаг Беларуси             | 13    | -19  |
| 2019     | Д1       | Витебск         | Флаг Беларуси             | 5     | -7   |
| 2020     | Д3       | Днепр-Могилёв   | Флаг Беларуси             | 20    | -8   |
| 2021     | Д2       | Днепр-Могилёв   | Флаг Беларуси             | 30    | -32  |
| 2022     | Д1       | Днепр-Могилёв   | Флаг Беларуси             | 21    | -48  |
| 2023 (1) | Д2       | Днепр-Могилёв   | Флаг Беларуси             | 9     | -7   |

## Достижения
«Днепр-Могилёв»
- Победитель Второй лиги: 2020